# Marco Miranda
Marco Miranda (* 2. Juni 1998 in Zürich) ist ein Schweizer Eishockeyspieler, der seit Juli 2019 beim Genève-Servette HC aus der Schweizer National League unter Vertrag und dort auf der Position des linken Flügelstürmers spielt. Sowohl mit den ZSC Lions im Jahr 2018 als auch fünf Jahre später mit dem Genève-Servette HC gewann Miranda die Schweizer Meisterschaft.

## Karriere
Miranda kam über den EHC Dübendorf im Jahr 2013 in die Nachwuchsbewegung des Zürcher SC, mit dem er im U17- bis U20-Juniorenbereich zahlreiche Titel auf Landesebene gewann. Im Spieljahr 2015/16 gab der Stürmer seinen Einstand für die Zürcher Nachwuchsfördermannschaft GCK Lions in der zweitklassigen National League B (NLB). Zur Saison 2017/18 schaffte er den Sprung ins Kader der ZSC Lions, für die er in der National League auflief. Gleich in seinem ersten Profijahr gewann das Talent mit dem ZSC die Schweizer Meisterschaft.
Im Dezember 2018 unterschrieb Miranda einen Dreijahresvertrag beim Genève-Servette HC, der ab der Saison 2019/20 galt und anschliessend um zunächst zwei, dann um drei Jahre bis zum Sommer 2027 verlängert wurde. In seinem ersten Vertragsjahr war er dabei für die 93. Auflage des traditionsreichen Spengler Cups an den HC Ambrì-Piotta ausgeliehen worden. Mit den Genfern gewann der Angreifer im Frühjahr 2023 die Schweizer Meisterschaft sowie ein Jahr später den Titel in der Champions Hockey League.

### International
Miranda vertrat die Juniorennationalmannschaften der Swiss Ice Hockey Federation zunächst beim Ivan Hlinka Memorial Tournament 2014 und dem Europäischen Olympischen Winter-Jugendfestival 2015. Anschließend kam er bei den U18-Junioren-Weltmeisterschaften 2015 und 2016 zu Einsätzen, dazwischen lag die Teilnahme am Ivan Hlinka Memorial Tournament 2015. Mit der Schweizer U20-Nationalmannschaft absolvierte der Stürmer die U20-Junioren-Weltmeisterschaften der Jahre 2017 und 2018.
Im Herbst 2018 wurde er für den Deutschland Cup 2018 zum ersten Mal ins Aufgebot der A-Nationalmannschaft bestellt. In der Folge nahm Miranda in den Jahren 2022 und 2023 an der Weltmeisterschaft teil, die die Eidgenossen jeweils als Fünfter beendeten.

## Ausbildung
Miranda besuchte das Kunst-und-Sport-Gymnasium Rämibühl und schloss dieses 2019 mit der Matura ab.

## Erfolge und Auszeichnungen
| - 2013 Schweizer U17-Juniorenmeister mit den ZSC Lions - 2015 Schweizer U20-Juniorenmeister mit den GCK Lions - 2017 Schweizer U20-Juniorenmeister mit den GCK Lions - 2017 Bester Torschütze der Elite-Junioren-Playoffs | - 2018 Schweizer Meister mit den ZSC Lions - 2023 Schweizer Meister mit dem Genève-Servette HC - 2024 Champions-Hockey-League-Gewinn mit dem Genève-Servette HC |

## Karrierestatistik
Stand: Ende der Saison 2024/25

### International
Vertrat die Schweiz bei:
| - Ivan Hlinka Memorial Tournament 2014 - Europäischen Olympischen Winter-Jugendfestival 2015 - U18-Junioren-Weltmeisterschaft 2015 - Ivan Hlinka Memorial Tournament 2015 - U18-Junioren-Weltmeisterschaft 2016 | - U20-Junioren-Weltmeisterschaft 2017 - U20-Junioren-Weltmeisterschaft 2018 - Weltmeisterschaft 2022 - Weltmeisterschaft 2023 |

(Legende zur Spielerstatistik: Sp oder GP = absolvierte Spiele; T oder G = erzielte Tore; V oder A = erzielte Assists; Pkt oder Pts = erzielte Scorerpunkte; SM oder PIM = erhaltene Strafminuten; +/− = Plus/Minus-Bilanz; PP = erzielte Überzahltore; SH = erzielte Unterzahltore; GW = erzielte Siegtore; 1 Play-downs/Relegation; Kursiv: Statistik nicht vollständig)